# Robin Campillo
Robin Campillo es un guionista, editor y director francés de origen marroquí nacido el 12 de agosto de 1962.

## Biografía
Después de estudiar en Aix-en-Provence, se formó en el IDHEC a principios de la década de 1980, donde conoció a Laurent Cantet. Él es a su vez editor, guionista y director.
Con Laurent Cantet, coescribió y editó la película L'Emploi du temps (2001), Vers le sud (2005) o Entre les murs, una película que ganó la Palma de Oro en Cannes 2008.
En 2004, lanzó su primer largometraje como director, Les Revenants. Esta película, que inspirará la serie homónima de Canal +, se presenta en la sección Orizzonti del Festival de Cine de Venecia.
Su segunda película se lanza en 2013 bajo el título Eastern Boys, que también firma el guion y la edición. Este largometraje es honrado con el Premio Horizons a la Mejor Película en el Festival de Cine de Venecia 2013 y recibe varios otros premios en otros festivales internacionales.
En 2016, coescribió la tercera película de Rebecca Zlotowski, Planetarium.
Su tercer largometraje, 120 latidos por minuto, compite en el Festival de Cine de Cannes 2017. Su película ganó el Grand Prix y otros tres premios. La película realmente creó el evento del 70 ° Festival de Cine de Cannes, que se lanzó en Francia el 23 de agosto de 20176 y ha ganado numerosos premios como Queer Palm, Golden Out of Artistic Creation y el Premio al Mejor Director en el Festival Lumière. .. La película ha recibido muchos premios internacionales y se ha vendido a más de 40 países en el mundo.

## Filmografía

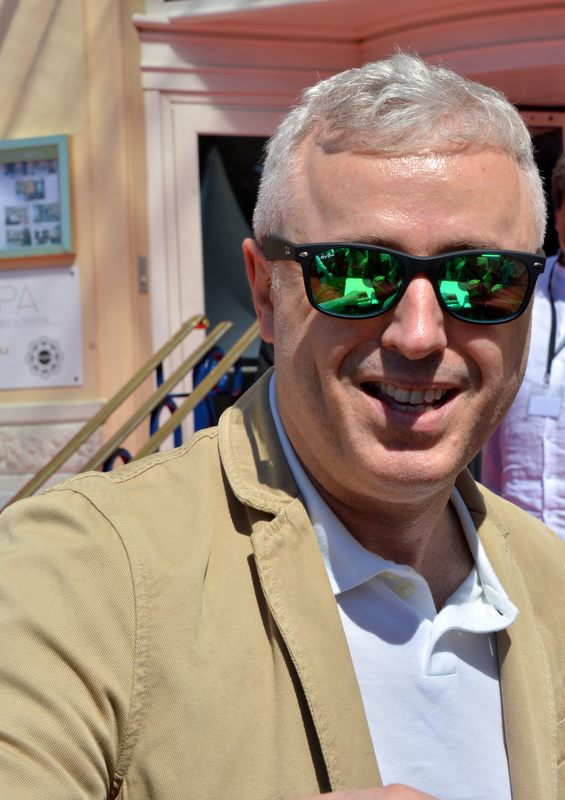
Robin Campillo en el Festival de Cine de Coburgo.

### Como realizador
- 2004 : Les Revenants
- 2013 : Eastern Boys
- 2017 : 120 battements par minute

### Como guionista
- 2001 : L'Emploi du temps de Laurent Cantet
- 2004 : Les Revenants de él mismo
- 2005 : Vers le sud de Laurent Cantet
- 2008 : Entre les murs de Laurent Cantet
- 2013 : Eastern Boys de él mismo
- 2016 : Planetarium de Rebecca Zlotowski
- 2017 : 120 battements par minute de él mismo
- 2017 : L'Atelier de Laurent Cantet

### Como montador
- 1997 : Les Sanguinaires (telefilm)  de Laurent Cantet
- 1999 : Ressources humaines  de Laurent Cantet
- 2001 : L'Emploi du temps  de Laurent Cantet
- 2003 : Qui a tué Bambi ?  de Gilles Marchand
- 2004 : Les Revenants de lui-même
- 2006 : Vers le sud  de Laurent Cantet
- 2008 : Entre les murs  de Laurent Cantet
- 2012 : Foxfire, confessions d'un gang de filles de Laurent Cantet
- 2013 : Eastern Boys de lui-même
- 2014 : Retour à Ithaque de Laurent Cantet
- 2016 : Planetarium de Rebecca Zlotowski
- 2017 : 120 battements par minute de él mismo
- 2017 : L'Atelier de Laurent Cantet

## Premios y distinciones
Festival Internacional de Cine de Cannes
| Año  | Categoría               | Película                   | Resultado |
| ---- | ----------------------- | -------------------------- | --------- |
| 2017 | Gran Premio del Jurado  | 120 pulsaciones por minuto | Ganador   |
| 2017 | Premios FIPRESCI        | 120 pulsaciones por minuto | Ganador   |
| 2017 | Queer Palm              | 120 pulsaciones por minuto | Ganador   |
| 2017 | Premio François Chalais | 120 pulsaciones por minuto | Ganador   |

Festival Internacional de Cine de San Sebastián
| Año  | Categoría         | Película                   | Resultado |
| ---- | ----------------- | -------------------------- | --------- |
| 2017 | Premio Sebastiane | 120 pulsaciones por minuto | Ganador   |

Festival Internacional de Cine de Venecia
| Año  | Categoría                  | Película        | Resultado |
| ---- | -------------------------- | --------------- | --------- |
| 2013 | Orizzonti - Mejor película | Chicos del Este | Ganador   |